# Hot Club de Norvège

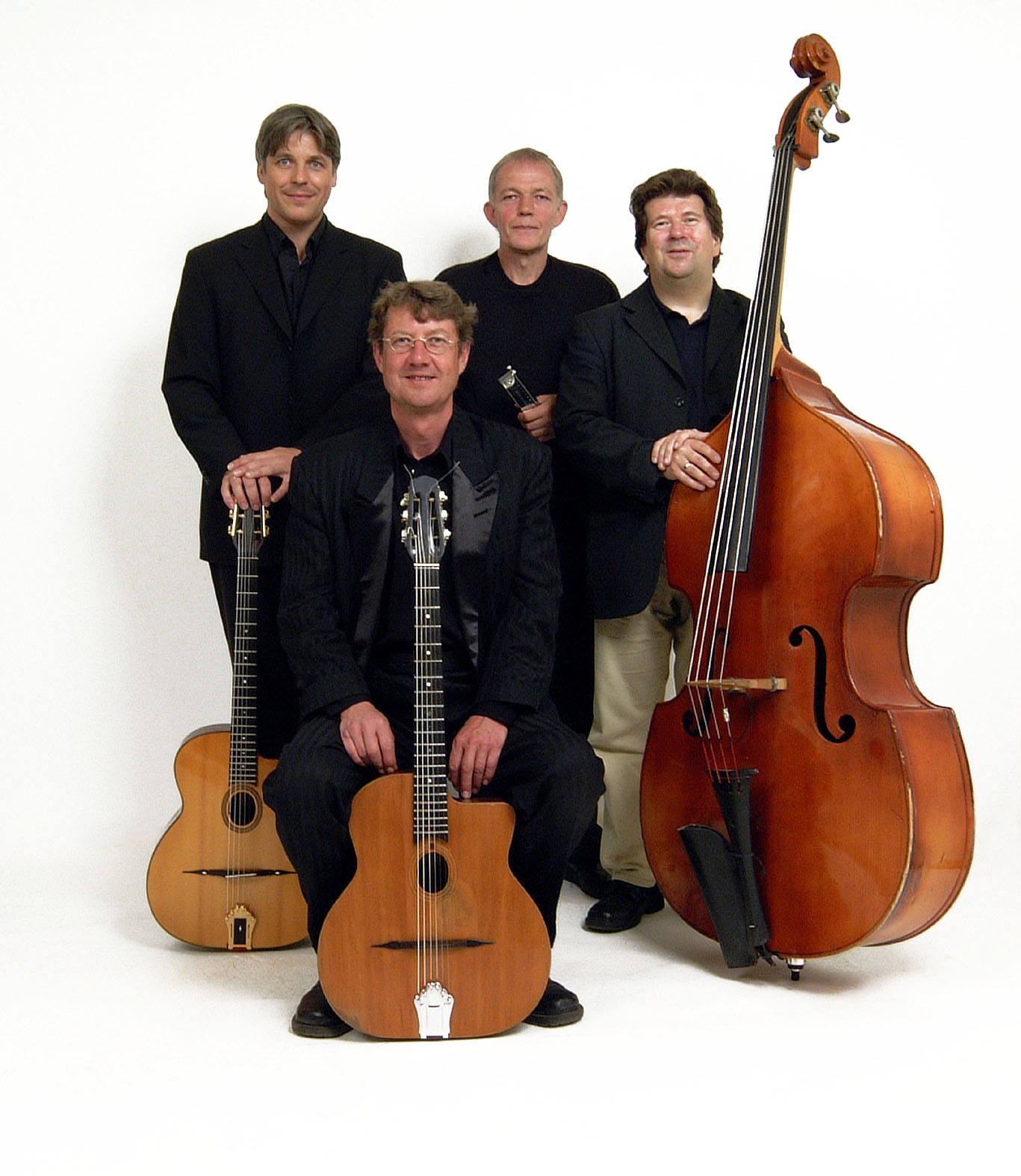
Hot Club de Norvège (2009)

Der Hot Club de Norvège ist ein norwegisches Jazz-Quartett, das sich am Stil des Quintette du Hot Club de France orientiert, zahlreiche Alben vorgelegt hat und mit zahlreichen Gastsolisten international aufgetreten ist.

## Geschichte
Die beiden Gitarristen Jon Larsen und Per Frydenlund gründeten mit dem Bassisten Svein Aarbostad, mit dem sie von Kindheit an befreundet waren, 1979 das gleichnamige Trio. Es trat zunächst in kleinen Gruppen und mit Straßenmusik auf. 1980 stieß der Geiger Ivar Brodahl (1928–2003) zur Gruppe, die bald darauf ein erstes Album vorlegte und das norwegische Djangofestival begründete. 1981 arbeitete die Band mit Raphaël Faÿs zusammen und trat auf dem Molde International Jazz Festival auf, im Folgejahr in Finnland bei Pori Jazz. 1985 ersetzte der Geiger und Harmonikaspieler Finn Hauge Brodahl.
Die Band spielte weiterhin mit Al Casey, Stéphane Grappelli, Didier Lockwood, Matelo Ferret, Boulou Ferré, Howard Alden, Angelo Debarre / Moreno, Jimmy und Stochelo Rosenberg, Romane, Philip Catherine, Ulf Wakenius, Babik Reinhardt, Ola Kvernberg, Andreas Öberg, Florin Niculescu, Francis-Alfred Moerman und Nigel Kennedy. Stilistisch zeigte die Band ihre Offenheit durch Kooperationen, die vom norwegischen Folksänger Øystein Sunde über das Vertavo String Quartet und das Sinfonieorchester Tromsø bis zum Punkjazz-Projekt Løver & Tigre reichten.

## Preise und Auszeichnungen
1982 erhielt die Gruppe gemeinsam mit Lillebjørn Nilsen für das Album Original Nilsen den Spellemannprisen. Das Album Swinging with Jimmy mit Jimmy Rosenberg wurde von der norwegischen Komponistenvereinigung NOPA als „Werk des Jahres“ ausgezeichnet.